# Aeroporto Internacional Guaraní
O Aeroporto Internacional Guarani (IATA: AGT, ICAO: SGES) é o 2° aeroporto mais movimentado do Paraguai. Está localizado na cidade de Minga Guazú, servindo a Cidade do Leste
O Aeroporto Internacional Guaraní (Código IATA: AGT) (Código ICAO: SGES) serve Ciudad del Este, capital do departamento do Alto Paraná, na República do Paraguai. É o segundo aeroporto mais importante do país, depois do Aeroporto Internacional Silvio Pettirossi de Assunção.

## História
O aeroporto foi construído para substituir o antigo aeroporto Alejo García da cidade, que eventualmente foi cercado pelo crescimento da cidade. Durante a década de 1990, os voos do aeroporto eram de até quatro voos por dia, o que era acima da capacidade máxima de voos, operados pelas companhias aéreas como Ladesa, Arpa e o Transporte Militar. As obras do novo aeroporto começaram em 1988 e o fim das obras foi em junho de 1993, sendo inaugurado dois meses depois, em 20 de agosto de 1993.
Em Agosto de 2022 é anunciado a Volta do Voo entre Assunção e Cidade do Leste, Suspenso a quase 2 anos por causa da Pandemia de COVID-19. Atualmente é o Único voo doméstico feito no Paraguai. O voo é servido pela empresa Paranair, com Bombardier CRJ-200.

## Destinos
| Destinos regulares | Nome do aeroporto                         | Companhia aérea | Aeronaves | Frequências por semana |
| ------------------ | ----------------------------------------- | --------------- | --------- | ---------------------- |
| Paraguai           |                                           |                 |           |                        |
| Assunção           | Aeroporto Internacional Silvio Pettirossi | Paranair        | CRJ-200ER | 4                      |

### Companhias Aéreas de Carga que operam regularmente
| Companhias Aéreas | Cidades                                                                                   |
| ----------------- | ----------------------------------------------------------------------------------------- |
| Avianca Cargo     | Aeroporto Internacional de Bogotá, Aeroporto Internacional de Miami Aeroporto de Campinas |
| LATAM Cargo       | Aeroporto de Campinas, Aeroporto de Santiago, Aeroporto de Miami                          |